# Rezerwat przyrody Majówka
Majówka – leśny rezerwat przyrody w gminie Sieroszewice, w powiecie ostrowskim, w województwie wielkopolskim, położony ok. 15 km na południowy wschód od Ostrowa Wielkopolskiego.
Utworzony w 1958 roku, obejmuje obszar 8,04 ha (akt powołujący podawał 7,95 ha) grądu trzcinnikowego w pobliżu Strzyżewa. Średni wiek drzew wynosi około 120 lat. Rezerwat posiada otulinę o powierzchni 1,09 ha.
Przedmiotem ochrony jest wielowarstwowy i różnowiekowy bór mieszany świeży z udziałem jodły (Abies alba) i świerka (Picea abies) na północnej granicy występowania naturalnego.
Obszar rezerwatu podlega ochronie czynnej.
Całość rezerwatu znajduje się na terenie Obszaru Chronionego Krajobrazu Dolina rzeki Prosny.
Ochrona ścisła:
- bluszcz pospolity (Hedera helix)
- widłak goździsty (Lycopodium clavatum)
- buławnik wielkokwiatowy (Cephalanthera alba)

Ochrona częściowa:
- konwalia majowa (Convallaria majalis)
- kruszyna pospolita (Frangula alnus)
- kalina koralowa (Viburnum opulus)

## Podstawa prawna
- Zarządzenie Ministra Leśnictwa i Przemysłu Drzewnego z dnia 15 września 1958 r. w sprawie uznania za rezerwat przyrody (M. P. z 1958 r. Nr 73, Poz. 430)
- Obwieszczenie Wojewody Wielkopolskiego z dn. 4.10.2001 r. w sprawie ogłoszenia wykazu rezerwatów przyrody utworzonych do dn. 31.12.1998 r.
- Zarządzenie Nr 4/12 Regionalnego Dyrektora Ochrony Środowiska w Poznaniu z dnia 17 kwietnia 2012 r. zmieniające zarządzenie w sprawie rezerwatu przyrody „Majówka”
- Zarządzenie Regionalnego Dyrektora Ochrony Środowiska w Poznaniu z dnia 14 czerwca 2017 r. zmieniające zarządzenie w sprawie rezerwatu przyrody „Majówka”